# Saint-Amand (Fleurus)
Pour les articles homonymes, voir Saint-Amand.
Saint-Amand (en wallon Sint-Amand ; autrefois Saint-Amand-lez-Fleurus) est une section et un village de la ville belge de Fleurus situés en Wallonie dans la province de Hainaut. C'était une commune à part entière avant la fusion des communes de 1977.

## Géographie

### Paysage
Plaine de Chassart, Hesbaye Namuroise (faciès), bas-plateaux de Brabant-Hesbaye (ensemble paysager).

### Hydrographie
Vallée de la Ligne, bassin de la Meuse (via l'Orneau puis la Sambre).

### Hameaux
Sur le versant ouest de la Ligne, du sud au nord :
- Saint-Amand (village).
- Saint-Jacques.
- la Croisette/la Haye.
- le Longpré.
- hameaux de Brigode.

Sur le versant est de la Ligne, du sud au nord:
- les Trieux.
- le Marais (écoles).
- l'Escaille.

Au nord-ouest, hors du village:
- Chassart.

## Évolution démographique
- Sources : INS, Rem. : 1831 jusqu'en 1970 = recensements, 1976 = nombre d'habitants au 31 décembre.

## Éléments d'histoire
- La chaussée romaine de Bavay à Cologne (Chaussée Brunehaut ou Via Belgica) longe le nord de l'entité.
- Des fouilles archéologiques faites au début du XXe siècle, au sud du hameau 'l'Escaille' ont mis au jour la présence d'un cimetière franc datant du Moyen Âge.
- La bataille de Ligny (16 juin 1815) qui, deux jours avant sa défaite à Waterloo, fut la dernière victoire de Napoléon, se déroula en partie sur le territoire de Saint-Amand. Il y eut à Saint-Amand une première rencontre entre le duc de Wellington (Angleterre) et Blücher (Prusse).
- Le 24 juillet 1944, Emmanuel Dumont de Chassart, le bourgmestre de Saint-Amand et responsable de la résistance dans la région méridionale du Brabant, fut invité par des collaborateurs rexistes déguisés en militaires allemands à les accompagner pour un rendez-vous à la Kommandantur. Sur la route qui sort de Saint-Amand il est assassiné. Son corps criblé de balles sera abandonné dans un fossé. Une chapelle-souvenir fut érigée en cet endroit[1].

## Armoiries officieuses
Blasonnement: écartelé au premier et au quatrième d'or à la fasce de gueules surmontées de trois cygnes (symbole de la famille de Brigode qui était à l'époque un hameau seigneurial) rangées du même, au deuxième et au troisième barré de gueules et d'argent au lion d'or brochant sur le tout.

## Patrimoine et culture

### Patrimoine architectural
- Eglise Saint-Amand. Construite au XVIe siècle de style gothique hennuyer[2].
- Ferme de l'Horloge, rue Brasseur. Datant de la fin du XVIIIe siècle ou du début du XIXe siècle[3].
- Ferme de la Haye, rue Brasseur. Remontant au XVIIe siècle pour le logis et pour la plupart des dépendances au XVIIIe siècle[4].
- Château et ferme de Chassart. Dépendais de l'abbaye de Villers-la-Ville[5].
- Ferme de la Croisette, rue de la Croisette. Remontant au XVIIe siècle et conservant plus aujourd'hui que deux parties d'ailes remaniées au XIXe siècle[5].
- Château de l'Escaille, rue de l'Escaille. Bâtiment essentiellement édifié ou aménagé au XIXe siècle[6].

## Personnalités
- Maximilien-François Detry (1806-1872), homme politique belge, est né et mort à Saint-Amand.